# Im Dorf (Werefkin)
Im Dorf ist der Titel eines Gemäldes, das die russische Künstlerin Marianne von Werefkin malte. Das Werk gehört zum Bestand der Fondazione Marianne Werefkin, (FMW), in Ascona. Die Inventarnummer lautet: FMW 0-0-20. Die vorausgegangene, unbetitelte Entwurfsskizze befindet sich ebenfalls in der FMW und trägt die Inventarnummer FMW 46-4-649-a21/13.

## Technik und Maße
Bei dem Gemälde handelt es sich um eine Temperamalerei auf Karton, 48,5 × 69 cm.

## Ikonografie
Dargestellt ist eine Szene im Markt Oberstdorf, identifizierbar durch die neugotische Kirche auf der linken Bildseite im Hintergrund. Bei ihr handelt es sich um die Kirche, die Johannes dem Täufer gewidmet ist.
Rechts von der Kirche türmen sich verschiedene Bergketten als Diagonalen zum oberen Bildrand übereinander. Sie steigen von links unten nach rechts oben an. Sie verleihen – obwohl in dunklen Farben gehalten – der gesamten Darstellung einen positiven Charakter. Nur kurzfristig gibt eine Lücke im obersten Bergrücken den Himmel frei.
Links, etwa in Augenhöhe der Malerin, ist nur der obere Teil des Turms von St. Johannes Baptist zu sehen. Seine Nordfassade weist die spitzgiebelige Fensteröffnung der Glockenstube auf, in der sich der Glockenstuhl befindet. Etwas höher sind zwei recht kleine Öffnungen nur angedeutet.
Der Turm hat ein hohes, schlankes Rhombendach, einen sogenannten Rheinischer Helm, der z. B. mit den Türmen der Basilika von Koblenz verglichen werden kann. Den oberen Abschluss bildet eine Turmkugel über der sich ein Kreuz befindet.
Im Vordergrund zeigt Werefkin ein umzäuntes Grundstück. Dort ist eine Frau damit beschäftigt, Wäsche zum Trocknen aufzuhängen. Zu diesem Zweck sind Wäscheleinen von links nach rechts fast über das gesamte Bild gespannt. Sie enden erst kurz vor dem fensterlosen Bretterschuppen. Dort erkennt man eine ungewöhnliche, mobile Pfostenkonstruktion. Ansonsten, meistenteils von der Wäsche verdeckt – hält diese die genannte Leine in die Höhe. Die Haltekonstruktion besteht aus zwei schlanken Pfosten, die breitbeinig gespreizt, in den Boden gesteckt- an den oberen Enden verbunden werden.
Die Künstlerin beobachtete das Tun der Waschfrau aus erhöhter Position auf abschüssigem Gelände. Es sind die bunten Farben der auf der Leine baumelnden Wäschestücke, die das Auge des Bildbetrachters anlocken und von der schweren Arbeit der Wäscherin ablenken.

## Datierung

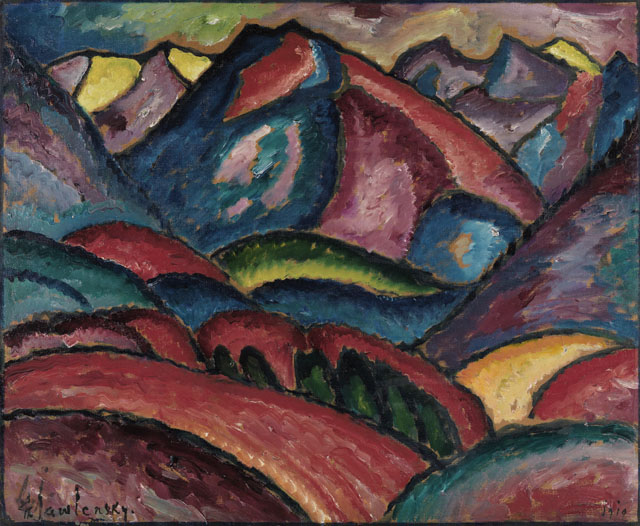
Alexej Jawlensky: Oberstdorfer Landschaft, 1912. Im Gegensatz zu Werefkin verzichtete Jawlensky auf Menschen als Staffage und stellte die Berge ihrer selbst willen dar …

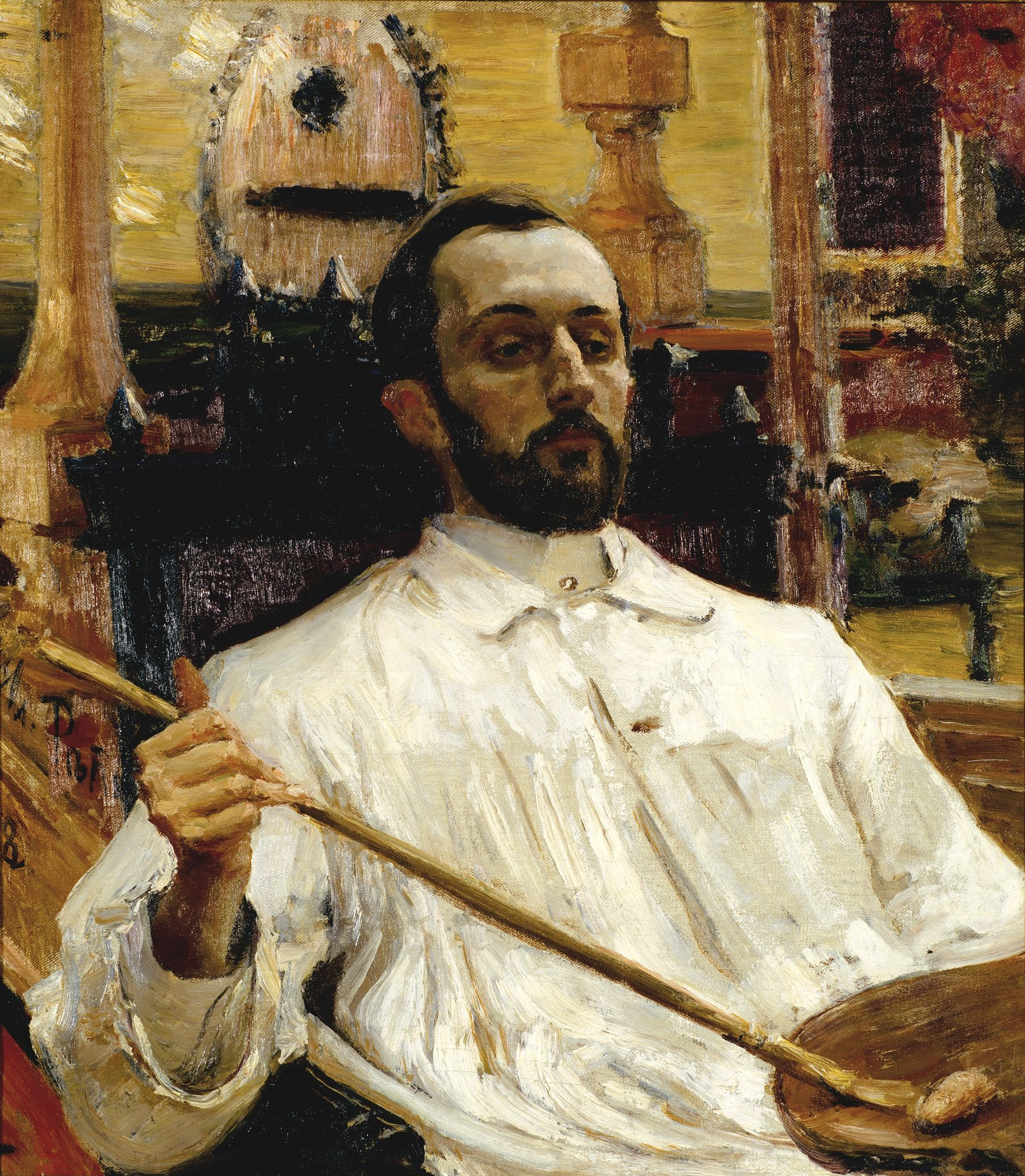
Ilja Jefimowitsch Repin: Porträt von Dmitri Kardowsky, Öl auf Leinwand, 1896/97

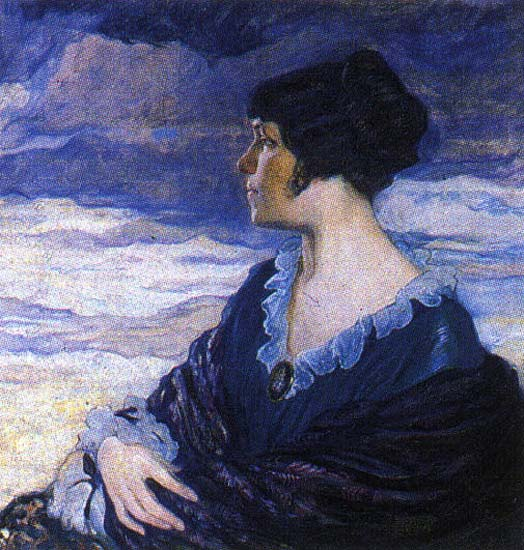
Olga Kardovskaya: Selbstporträt, 1917

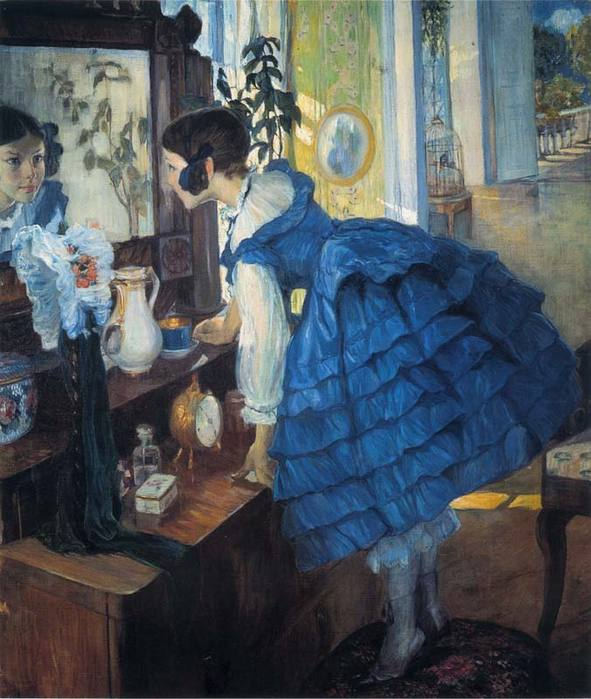
Olga Kardovskaya: Porträt der Tochter Ekaterina, 1910

Die Entstehungen für die beiden undatierten Arbeiten   die schwarz/weiße Skizze und das Tempera-Gemälde ergeben sich aus den Biografien von Werefkin und Jawlensky, die 1912 mit Helene Nesnakomoff und deren Sohn Andreas ein Großteil ihrer Sommerfrische in Oberstdorf verbrachten. Dort bekamen sie Besuch von ihrem Malerfreund Kardowsky, der zusammen mit seiner Frau Olga ebenso wie Jawlensky und Grabar die Zeichenschule von Anton Ažbe besucht hatten. Ein Foto belegt, das Zusammentreffen mit dem Ehepaar Kardowsky und deren zwölfjährigen Tochter Ekaterina in Oberstdorf. Jawlensky berichtet hierzu in seinen Lebenserinnerungen: „Im Sommer fuhren wir alle nach Oberstdorf und blieben dort bis Dezember. Später kam auch der Maler Kardowsky mit seiner Familie. […] In Oberstdorf malte ich verschiedene Gebirgslandschaften. […] Kardowsky illustrierte damals Kribojedow gore ot uma (Leiden von Klugheit).“
Während Jawlensky Berge ihrer selbst willen darstellte, ihnen etwas Wesenhaftes und Mystisches verlieh und auf Menschen als Staffage verzichtete, spielen diese in Werefkins Bildern eine wichtige Rolle. Sie stellte Menschen, Mühsal verkörpernd, gewöhnlich im Zusammenhang bei schwerer Arbeit dar. Darüber hinaus sind ihre Bilder immer wieder topographisch identifizierbar. Wenn auch sie den Bergen mitunter phantastische Formen verlieh, so beließ sie in ihren Bildern den meisten Kirchtürmen ihre charakteristische Form.